# Antonio Pucci
Antonio Pucci (Florència, 8 d'octubre de 1485 - Bagnoregio, 12 d'octubre de 1544) va ser un cardenal de l'Església Catòlica.
Va participar en el V Concili de Laterà (1512-1517), va exercir de Nunci a Suïssa des de 1517 fins a 1521.
El 1518 fou proclamat bisbe de Pistoia. I de Vannes durant onze anys (1529-1541). Des de l'1 d'octubre de 1529 va ser penitenciari major. Pucci va ser nomenat cardenal pel papa Climent VII el 22 de setembre de 1531. La seva església titular va ser la dels Quatre Sants Coronats. Va participar en el Conclave de 1534 que va triar el Papa Pau III. Pucci més tard va esdevenir bisbe de la diòcesi suburbicaria d'Albano (1542-1543) i de Sabina (1543-1544).
Antonio Pucci provenia de la noble família florentina Pucci. I era nebot dels cardenals Roberto Pucci i Lorenzo Pucci.